# Lista filmelor cu James Bond
Seria  James Bond este o serie de filme de spionaj britanice, avându-l ca personaj principal pe agentul MI6, James Bond, nume de cod "007", care inițial a apărut în seria de cărți scrisă de Ian Fleming. Această serie numără printre seriile cu cea mai lungă durată de viață continuă din istorie, filmele fiind create încontinuu încă din 1962 (având o pauză de 6 ani între 1989 și 1995). În tot acest timp Eon Productions a produs 25 de filme, majoritatea la Pinewood Studios.

### Dr. No(1962)
Primul film din seria James Bond, regizat de Terrence Young, îl găsește pe agentul britanic James Bond, cunoscut și ca 007 în Jamaica pentru a investiga circumstanțele morții șefului departamentului jamaican MI6. În timpul anchetei sale, Bond îl întâlnește pe Quarrel, un pescar din Cayman, care lucra cu Strangways în jurul insulelor din apropiere pentru a colecta probe de minerale din apă. Crab Key era insula unde Dr. No s-a stabilit. Bond vizitează insula, unde întâlnește un scafandru local, Honey Ryder. Cei trei sunt atacați de oamenii lui No, Quarrel fiind ucis; Bond și scafandrul sunt luați prizonieri.
În continuare Dr. No le dezvăluie că este membru SPECTRE și planul său este să oprească proiectul Cape Canaveral. James Bond și Honey Ryder scapă de pe insulă după ce îl ucid pe Dr. No și îi aruncă în aer buncărul.

### From Russia with Love(1963)
Kronsteen, expertul SPECTRE dezvoltă un plan pentru a fura dispozitivul criptografic Lektor de la ruși și pentru a-l vinde ulterior înapoi cu scopul de a se răzbuna pe James Bond pentru uciderea agentului Dr. No . Conducătorul misiunii, Rosa Klebb îl recrutează pe Donald Grant ca asasin și pe Tatiana Romanova ca momeală.
James Bond ajunge în Turcia și se întâlnește cu Ali Kerim Bey, ofițer MI6 turc. În continuare ei ajung în posesia dispozitivului dar sunt urmăriți de Grant. Kerim Bey moare și Grant se dă drept alt agent MI6 și se întâlnește cu Bond. De asemenea, o droghează pe Romanova și apoi îl abordează pe James Bond, care îl duce de nas pe Grant să-i deschidă servieta care s-a dovedit a fi o bomba cu fum. James Bond profită de această ocazie să îl omoare pe Grant. Cei doi, James Bond și Romanova ajung în Veneția cu dispozitivul Lektor, dar Rosa Klebb încearcă să îl fure deghizată în camerista și sfârșește împușcată de către Tatiana Romanova.

### Goldfinger(1964)
Al treilea film din seria James Bond, îl poziționează pe agentul 007 în mijlocul unei misiuni de investigare a  operațiunii de contrabandă a aurului de la Goldfinger și îl urmărește până în Elveția. Aici James Bond este capturat când descoperă fabrica lui Goldfinger și este lăsat inconștient; Goldfinger îl duce pe James Bond la herghelia sa din Kentucky, unde îl ține captiv. James Bond scapă pentru a asista la întâlnirea lui Goldfinger cu mafioatele americane, observând în secret că Goldfinger prezintă gangsterilor planurile sale de a jefui Fort Knox folosind materiale pe care le-a luat prin contrabandă.
James Bond este recapturat după ce a auzit detaliile operațiunii, dar apoi seduce pilotul privat al lui Goldfinger, Pussy Galore,  și o convinge să informeze autoritățile americane. Armata privată a lui Goldfinger intră în Fort Knox și accesează seiful, unde Bond se luptă și îl ucide pe  Oddjob, în timp ce trupele americane se luptă cu armata lui Goldfinger afară. Planul lui James Bond este deturnat de Goldfinger, dar Bond se luptă cu el și trage într-o fereastră, creând o decompresie explozivă, ucigându-l pe  Goldfinger.

### Thunderball(1965)
James Bond investighează deturnarea unui avion Avro Vulcan încărcat cu două bombe atomice, care au fost furate de SPECTRE. Organizația cere o răscumpărare pentru returnarea bombelor, dar Bond urmează o pistă către Bahamas, unde se întâlnește cu prietenul său Felix Leiter, agent CIA. Perechea suspectează un playboy bogat, Emilio Largo, investighează zona din jurul iahtului său și apoi zona unde crede că iahtul poate călătorise. După ce a găsit avionul - dar fără dispozitivele nucleare aflate la bord - cei doi agenți au pus la cale urmărirea și prinderea în flagrant a iahtulului lui Largo în timp ce bombele erau mutate.

### Casino Royale(1967)
James Bond este scos din pensie pentru a se ocupa de SMERSH și este promovat ca șef MI6 după moartea lui M. El îl recrutează pe jucătorul de baccarat Evelyn Tremble pentru a-l învinge pe agentul SMERSH Le Chiffre. După ce a deturnat banii lui SMERSH, Le Chiffre este disperat să facă rost de bani pentru a-și acoperi furtul. Tremble oprește înșelăciunea lui Le Chiffre și îl bate la un joc de baccarat. Apoi Tremble este capturat, torturat și ucis. Bond stabilește că acel cazino se află pe un sediu gigantic subteran condus de doctorul rău Noah; el și Moneypenny se duc acolo pentru a investiga. Dr. Noah se dovedește a fi nepotul lui Sir James Jimmy Bond, care intenționează să folosească războaie biologice pentru a fînfrumuseța toate femeile și a ucide toți bărbații înalți, lăsându-l ca „omul mare” care cucerește toate femeile. Cazinoul este apoi umplut de agenți secreți și o luptă survine, dar clădirea explodează, ucigând pe toți cei aflați înăuntru.

### You Only Live Twice(1967)
007 este trimis în Japonia pentru a investiga deturnarea unei nave spațiale americane de către o navă spațială neidentificată. La sosirea sa, Bond este contactat de Aki, asistent al liderului serviciului secret japonez Tiger Tanaka. James Bond a stabilit că mintea din spatele deturnării este Ernst Stavro Blofeld și SPECTRE, în colaborare cu Osato, un industrialist local. James Bond urmărește traseul și descoperă că sediul central este insula lui Blofeld.
Tanaka și trupele ninja  atacă insula, în timp ce Bond reușește să-i distragă atenția lui Blofeld și să creeze o diversiune care să-i permită să deschidă trapa, lăsând trupele ninja să intre în sediu. În timpul bătăliei, Osato este ucis de Blofeld, care activează sistemul autodistructiv al bazei și scapă. Bond, Kissy, Tanaka și cei din trupele ninja care au supraviețuit scapă prin tunelul de peșteră înainte să explodeze și sunt salvați de un submarin.

### On Her Majesty's Secret Service(1969)
În timp ce îl cauta Ernst Stavro Blofeld, șeful SPECTRE, Bond o salvează pe Tracy di Vicenzo de pe plajă înainte de a se sinucide prin înec și mai târziu o întâlnește într-un cazinou. Bond primește apoi informații de la Marc-Ange Draco, șeful sindicatului european al criminalității, Unione Corse și tatăl lui Tracy, despre solicitantul elvețian al lui Blofeld. Bond se intră în biroul solicitanților și stabilește că Blofeld corespunde Colegiului londonez de arme. Pretinzând că este emisar al colegiului, îl întâlnește Blofeld, care a înființat un institut clinic de cercetare alergică la vârful Piz Gloria din Alpii elvețieni. Bond își dă seama foarte repede că Blofeld spală creierii pacienților săi și îi transformă în agenți de război bacteriologici prin expedierea lor în diferite părți ale lumii.
James Bond scapă din clinică după ce Blofeld îl identifică ca agent britanic. Bond aranjează un raid al clinicii folosind oameni din organizația lui Draco. Raidul este un succes, deși Blofeld scapă. Bond se căsătorește cu Tracy, dar este ucisă în scurt timp de Irma Bunt, partenerul lui Blofeld.

### Diamonds Are Forever(1971)
James Bond are sarcina de a investiga un important lanț de contrabandă cu diamante, care începe în Africa și trece prin Olanda și Marea Britanie și ajunge în Statele Unite. Deghizat ca un contrabandist profesionist și criminal, Peter Franks, James Bond călătorește la Amsterdam pentru a se întâlni cu Tiffany Case: el primește diamante și călătorește în Statele Unite, unde este se întâlnește cu Felix Leiter. Infiltrându-se mai adânc în lanț, Bond ajunge la Casa Whyte, un cazino-hotel exclusiv deținut de miliardarul  Willard Whyte. Bond urmărește diamantele preluate de către șeful de securitate Bert Saxby,  și apoi într-un laborator de cercetare deținut de Whyte, unde constată că un satelit este construit de un specialist în refracție cu laser, profesorul Dr. Metz. Suspectându-l pe Whyte, Bond încearcă să se confrunte cu el, dar în schimb îl întâlnește pe Blofeld, care îl capturează pe agent și îi explică că satelitul poate arunca în aer rachete nucleare. Blofeld admite că intenționează să o liciteze ofertantului cel mai mare, dar Bond scapă și îl eliberează Whyte care era captiv și stabilesc că Blofeld folosește o platformă petrolieră offshore ca bază. James Bond atacă platforma, oprește funcționarea lui Blofeld și dispersează organizația sa.

### Live and Let Die(1973)
James Bond este trimis să investigheze uciderea a trei agenți britanici MI6, care au fost uciși în doar 24 de ore. Descoperă că victimele au investigat separat operațiunile lui Dr. Kananga, dictatorul unei mici insule din Caraibe, San Monique. El stabilește, de asemenea, că acest Kananga acționează și ca domnul Big, un gangster nemilos și viclean. Atunci când vizita San Monique, Bond stabilește că Kananga produce două tone de heroină și protejează câmpurile de mac, exploatând teama localnicilor de cultura voodoo. Prin alter ego-ul său, domnul Big, Kananga intenționează să distribuie heroina gratuit la restaurantele Fillet of Soul, ceea ce va spori numărul de dependenți. James Bond este capturat de Kananga, dar el scapă, omorându-l pe Kananga și distrugând cultura de mac.

### The Man with the Golden Gun(1974)
După ce a primit un glonț de aur cu codul lui James Bond 007 gravat pe suprafața sa, M amână misiunea lui James Bond de localizare a unui om de știință britanic, Gibson, care a inventat „agitatorul Solex”, un dispozitiv de valorificare a energiei solare. Glonțul înseamnă că Bond este o țintă a asasinului Francisco Scaramanga și Bond se ambiționează neoficial pentru a-l găsi. Dintr-un glonț de aur uzat, Bond urmărește pe Scaramanga în Macao, unde vede amanta lui Scaramanga cu gloanțe de aur la un cazinou. Bond o urmează în Hong Kong, unde asistă la uciderea lui Gibson și la furtul agitatorului Solex. James Bond este apoi repartizat pentru a prelua agitatorul și a-l asasina  pe Scaramanga. James Bond se întâlnește cu Hai Fat, un antreprenor thailandez bogat suspectat de aranjarea asasinării lui Gibson, fiind capturat, dar ulterior scapă. El îl urmărește pe Scaramanga pe o insulă din apele roșii chineze, unde cei doi bărbați se luptă și Bond ucide asasinul.

### The Spy Who Loved Me(1977)
James Bond are sarcina de a investiga dispariția submarinelor britanice și sovietice cu rachete balistice și oferta ulterioară de a vinde un sistem de urmărire submarin. Bond lucrează alături de maiorul Anya Amasova din KGB. Perechea urmărește planurile din Egipt și identifică persoana responsabilă de furturi ca magnat, om de știință și anarhist Karl Stromberg.
Bond și Amasova urmăresc un tanc suspect deținut de Stromberg și stabilesc că acesta este responsabil pentru submarinele dispărute; submarinul în care călătoresc este de asemenea capturat de Stromberg. Stromberg intenționează să distrugă Moscova și New York, declanșând un război nuclear ca apoi să stabilească o nouă civilizație. Bond scapă, eliberând submarinarii capturați din celelalte submarine și îl urmează pe Stromberg la sediul său, unde împușcă magnatul și o torpilă distruge baza.

### Moonraker(1979)
O navetă de tip Drax Industries, Moonraker, este deturnată și Bond are obligația de a investiga această problemă. Bond se întâlnește cu proprietarul companiei, Hugo Drax și unul dintre oamenii de știință ai companiei, Dr. Holly Goodhead. James Bond urmărește traseul spre Veneția, unde stabilește că Drax fabrică un gaz  mortal care atacă terminațiile nervoase la oameni, dar este inofensiv pentru animale. Bond se întâlnește din nou cu Goodhead și află că este agent CIA. James Bond se îndreaptă spre Amazon în căutarea unei unități de cercetare a lui Drax, unde este capturat. El și Goodhead se prezintă ca piloți pe una dintre cele șase nave spațiale trimise de Drax într-o stație spațială ascunsă. Acolo, Bond descoperă că Drax intenționează să distrugă toată viața umană prin lansarea a cincizeci de bombe care conțin toxina în atmosfera Pământului. James Bond și Goodhead dezactivează jammer-ul de radar care ascunde stația de pe Pământ, iar SUA trimite un pluton de nave într-o navetă spațială militară. În timpul bătăliei, Bond îl omoară pe Drax, iar stația lui este distrusă.

### For Your Eyes Only(1981)
După ce un vas spion britanic se scufundă, un arheolog marin, Sir Timothy Havelock, are sarcina de a recupera sistemul de comunicații automate de aterizare a atacurilor (ATAC) înaintea rușilor. După ce Havelock este omorât de Gonzales, un asasin cubanez, James Bond este obligat să afle cine l-a angajat pe Gonzales. În timp ce investighează, Bond este capturat, dar Gonzales este ulterior ucis de fiica lui Havelock Melina, iar ea și Bond scapă. James se dă drept unul dintre oamenii lui Gonzales, Emile Leopold Locque, urmând astfel o pistă spre Italia unde își întâlnește  omul de contact, Luigi Ferrara, și un om de afaceri grec și informator, Aris Kristatos. Kristatos îi spune lui Bond că Locque este angajat de Milos Columbo, fostul partener al crimei organizate de Kristatos. După ce  Ferrara a fost ucis - și dovezile ajung la Columbo - Bond este capturat de bărbații care lucrează pentru Columbo. Columbo explică apoi că Locque a fost, de fapt, angajat de Kristatos, care lucrează pentru ca KGB să recupereze ATAC-ul. James Bond și Melina recuperează ATAC, dar sunt capturați de Kristatos. Ei scapă și îl urmează pe Kristatos în Grecia, unde este ucis, iar Bond distruge ATAC.

### Octopussy(1983)
James Bond investighează uciderea agentului 009, ucisă în Berlinul de Est, în timp ce era îmbrăcată ca un clovn de circ și purtând un ou Fabergé fals. Un ou identic apare la licitație și Bond identifică cumpărătorul, prințul afgan exilat, Kamal Khan care lucrează cu Orlov, un general sovietic renegat, acesta încearcă să extindă frontierele sovietice în Europa. James Bond se întâlnește cu Octopussy, o femeie bogată care conduce cultul Octopus. Bond descoperă că Orlov i-a furnizat lui Khan comori sovietice neprețuite, înlocuindu-le cu replici, în timp ce Khan a vândut prin contrabandă versiunile reale în Occident prin intermediul trupei lui Octopussy. Bond se infiltrează în cerc și constată că Orlov a înlocuit comorile sovietice cu o capcană nucleară, pregătită să explodeze la baza unei forțe aeriene a SUA în Germania de Vest. Explozia alarmează Europa în căutarea dezarmării, cu pretextul că bomba a fost una americană care a fost detonată accidental, lăsând frontierele Occidentului deschise invaziei sovietice. Bond dezactivează bomba și apoi se întoarce în India, alăturându-se unui atac asupra palatului lui Khan.

### Never Say Never Again(1983)
James Bond investighează deturnarea a două rachete cu arme nucleare vii, care au fost furate de SPECTRE. Îl întâlnește pe Domino Petachi, sora pilotului și pe iubitul ei, Maximillian Largo, agent SPECTRE. Urmând-i în Franța, Bond îl informează pe Domino despre moartea fratelui său și, ulterior, își găsește colegul MI6 ucis de Fatima Blush, un alt agent SPECTRE: Bond o ucide. James Bond și Felix Leiter încearcă apoi să se îmbarcheze pe iahtul cu motor al lui Largo, Flying Saucer, în căutarea unor arme nucleare lipsă. James Bond este prins și este luat, împreună cu Domino, către Palmyra, baza de operațiuni a Largo în Africa de Nord, dar Bond scapă ulterior cu Domino. Cei doi agenți atacă Largo în timp ce el plasează una din bombe.

### A View to a Kill(1985)
James Bond îl investighează pe milionarul Max Zorin, care încearcă să  încolțească piața mondială a microcipurilor. El stabilește că Zorin a fost anterior instruit și finanțat de KGB, dar acum au devenit escroci. Zorin dezvăluie unui grup de investitori planul său de a distruge Silicon Valley, plan care îi va oferi un monopol în fabricarea microcipurilor. Bond descoperă că planul lui Zorin este de a pune explozivi sub lacuri de-a lungul faliilor Hayward și San Andreas, ceea ce le va face să se înunde. De asemenea, o bomba mai mare este plasată în mină pentru a distruge o „blocare geologică” care împiedică cele două falii să se miște în același timp. James Bond distruge bomba, iar ulterior îl ucide pe Zorin.

### The Living Daylights(1987)
James Bond ajută la înlăturarea ofițerului KGB, generalul Georgi Koskov, prin rănirea unei lunetiste KGB, Kara Milovy. În cursul dezbaterii sale, Koskov susține că vechea politică a KGB a lui Smiert Spionam, adică moartea spionilor, a fost revigorată de generalul Leonid Pușkin, noul șef al KGB. Koskov este ulterior răpit din casa de siguranță și lui Bond i sa ordonat să-l omoare pe Pușkin.
James Bond o urmărește pe Milovy și afltă că este prietena lui Koskov și că dezertarea a fost înscenată. El constată ulterior că Koskov este un prieten al dealerului de arme Brad Whitaker. După întâlnirea lui Pușkin și falsificarea asasinării sale de către Bond, James Bond investighează o înșelătorie a lui Koskov și Whitaker de fura fondurile KGB și de a le folosi pentru a cumpăra diamante, pe care apoi le folosesc pentru a cumpăra droguri. După ce Koskov cumpără drogurile, Bond le distruge. Koskov este ulterior arestat de Pușkin, în timp ce Bond îl ucide pe Whitaker.

### Licence to Kill(1989)
James Bond îi ajută pe Felix Leiter să îl captureze pe regele drogurilor Franz Sanchez; Sanchez scapă și îl nenorocește pe Leiter, ucidându-i soția. Bond jură răzbunare, dar este obligat de către  M. să se întoarcă la datorie. James Bond refuză, iar M îi revocă permisul de a ucide, provocându-l pe Bond să devină un agent necinstit; deși oficial a renunțat la statutul său, el este informat neoficial de Q. Bond călătorește spre casa lui Sanchez din Republica Isthmus și este luat în echipa lui Sanchez, unde reușește să ridice suspiciunile lui Sanchez împotriva unor angajați. Când Bond este dus la baza principală a rafinăriei de droguri a lui Sanchez, el este recunoscut de unul dintre oamenii lui Sanchez și capturat. Dar James Bond scapă, distrugând rafinăria în acest proces și îl urmărește pe Sanchez, ucigându-l.

### GoldenEye(1995)
În 1986 Bond și agentul Alec Trevelyan 006 - se infiltrează într-o instalație de armament chimic ilegal sovietică și fabrică de explozive. Trevelyan este împușcat, dar Bond scapă din clădire în timp ce aceasta explodează. Nouă ani mai târziu, Bond este martorul unui furt efectuat de către organizația criminală Janus a unui elicopter prototip Eurocopter Tiger care poate rezista unui puls electromagnetic. Janus folosește elicopterul pentru a fura discul de control al armelor duale GoldenEye, folosind GoldenEye pentru a distruge complexul cu un impuls electromagnetic; există doi supraviețuitori ai atacului, programatorii, Natalya Simonov și Boris Grishenko. Bond investighează atacul și călătorește în Rusia unde o  localizează pe Simonova și află că Trevelyan, care și-a înscenat propria moarte, era șeful lui Janus. Simonova urmărește traficul către Cuba , iar ea și Bond se duc acolo și îl găsesc pe Trevelyan, care își dezvăluie planul de a fura bani de la Bank of England înainte de a-și șterge toate înregistrările financiare cu GoldenEye, ascundând furtul și distrugând economia Marii Britanii. Bond și Simonova distrug instalația prin satelit, ucigându-i pe Trevelyan și Grishenko în acest proces.

### Tomorrow Never Dies(1997)
James Bond investighează scufundarea unei nave de război britanice în apele Chinei, furtul uneia dintre rachetele navei și împușcarea unui avion de luptă chinez. Descoperă o legătură cu mogulul media Elliot Carver, care sugerează că acest Carver a achiziționat un codificator GPS de pe piața neagră. Bond se confruntă cu agentul chinez Wai Lin, care investighează de asemenea această chestiune, iar cei doi sunt de acord să lucreze împreună. Ei descoperă că Carver folosea codificatorul GPS pentru a devia nava britanică de pe cursul său, în apele chineze pentru a incita un război. Cu flota britanică în drum spre China, James Bond și Wai Lin găsesc nava Stealth a lui Carver, urcă la  bord și o împiedică să tragă rachetă britanică  la Beijing. Ei fac o gaură în navă, expunând-o pe radar, ducând la  scufundarea navei, așadar s-a ajuns la evitarea războiului dintre Marea Britanie și China.

### The World Is Not Enough(1999)
James Bond recuperează bani pentru Sir Robert King, un magnat britanic de petrol și un prieten al lui M, dar banii sunt prinși în capcană și regele este ucis la scurt timp după aceea. Bond urmărește banii care îl duc la Renard, un agent KGB-terorist, care a răpit-o pe fiica lui King, Elektra. MI6 crede că Renard o vizează pe Elektra King a doua oară și că Bond este desemnat să o protejeze; perechea este atacată ulterior. Bond îl vizitează pe Valentin Zukovsky și este informat că șeful de securitate al lui Elektra, Davidov, se află în legătură cu Renard: James Bond îl ucide pe Davidov și urmează traseul la o bază rusească ICBM în Kazahstan. Prezentându-se ca om de știință rus, Bond întâlnește fizicianul american Christmas Jones. Cei doi sunt martori la furtul cardului de localizare GPS și o jumătate de cantitate de plutoniu de arme efectuat de Renard și declanșează o explozie de la care amândoi scapă. Elektra o răpește pe M după ce crede că Bond a fost ucis, iar Bond realizează că Elektra intenționează să creeze o explozie nucleară într-un submarin din Istanbul pentru a crește valoarea propriei sale conducte de petrol. Bond o eliberează pe M, o ucide pe Elektra și apoi dezarmează bomba pe submarin unde îl ucide pe Renard.

### Die Another Day(2002)
James Bond îl investighează pe colonelul nord-coreean Tan-Sun Moon, care tranzacționează ilegal diamante din Africa pentru arme. Moon se pare că a fost ucis, iar Bond este capturat și torturat timp de 14 luni, după care este schimbat pentru asistentul lui Zao, Moon. În ciuda suspendării, la întoarcere, el decide să-și finalizeze misiunea și să-l urmeze pe Zao la o clinică de terapie genetică, unde pacienții pot suferii alterări ale aspectului prin modificarea ADN-ului. Zao scapă, dar traseul îl duce pe Bond la miliardarul britanic Gustav Graves.
Graves dezvăluie un satelit oglindă, „Icarus”, care este capabil să concentreze energia solară pe o suprafață mică și să furnizeze lumina solară pe tot parcursul anului pentru dezvoltarea culturilor. Bond descoperă că Moon a suferit, de asemenea, terapia genetică însușindu-și identitatea lui Graves. Bond expune apoi planul lui Moon: să folosească Icarus pentru a tăia o cale prin zona demilitarizată coreeană cu lumină soarelui concentrată, permițând trupelor nord-coreene să invadeze Coreea de Sud și să reunească țările prin forță. James Bond dezactivează comenzile Icarus, îl ucide pe Moon și oprește invazia.

### Casino Royale(2006)
Casino Royale urmărește începutul carierei lui James Bond. Prima sa misiune ca „agent 007” îl conduce la Le Chiffre (Mads Mikkelsen), un finanțator de teroriști. Pentru a-l opri și a distruge rețeaua teroristă, Bond trebuie să-l bată pe Le Chiffre la o partidă de poker cu miză mare, jucată la Casino Royale. La început Bond se simte deranjat când o frumoasă funcționară de la Trezoreria statului, Vesper Lynd (Eva Green) este însărcinată să-i înmâneze miza jocului și să supravegheze banii guvernului. Însă după ce Bond și Vesper reușesc să supraviețuiască unei serii de atacuri mortale ale lui Le Chiffre și acoliților săi, ei se simt atașați unul de altul, ceea ce multiplică seria de evenimente periculoase în care sunt prinși și care vor schimba pentru totdeauna viața lui Bond. La sfârșit se dovedește că Vesper era șantajată, de o organizație numită Quantum, ea alegând să moară decât să fie salvată de James Bond.

### Quantum of Solace(2008)
Împreună cu M, James Bond îl interoghează pe dl White în legătură cu organizația sa, Quantum. Bodyguardul lui M, Mitchell, care era un agent dublu, o atacă pe M, dând-ui lui White posibilitatea de a scăpa. Bond urmărește organizația în Haiti și descoperă o legătură cu ecologistul Dominic Greene. Bond alfă despre un complot între Greene și un general bolivian exilat, Medrano, pentru a-l pune pe Medrano la putere în Bolivia, în timp ce Quantum primește un monopol în  asigurarea cu apă a întregii țări. James Bond constată că Quantum]forțează prețul alimentării cu apă a Boliviei. Atacă hotelul în care Greene și Medrano își finalizează planurile, lăsându-l pe Greene blocat în deșert, doar cu un vas de ulei de motor pentru a-i ține de sete. Bond îl descoperă apoi pe fostul iubit al lui Vesper Lynd, membru Quantum, Yusef Kabira.

### Skyfall(2012)
După ce o operațiune din Istanbul se încheie dezastruos, Bond lipsește și se presupune că este mort. În consecință, se ridică întrebări cu privire la capacitatea lui M de a conduce serviciul secret și ea devine subiectul unei revizuiri de către guvern asupra modului în care se ocupă de situație. Serviciul în sine este atacat, determinând revenirea lui Bond în Londra. Prezența lui  ajută MI6 în descoperirea unei piste, iar James Bond este trimis în Shanghai și Macao în căutarea unui mercenar pe nume Patrice. Acolo, el stabilește o legătură cu Raoul Silva, un fost agent MI6, care a fost capturat și torturat de agenți chinezi. Învinuind pe M pentru timpul petrecut în închisoare, el pune în mișcare un plan pentru a-i distruge reputația ei înainte de a o ucide. Bond o salvează pe M și încearcă să-l ademenească pe Silva într-o capcană, iar în timp ce reușește să respingă asaltul lui Silva, M este rănită mortal. James Bond se întoarce la serviciu activ sub comanda noului M, Gareth Mallory.

### Spectre(2015)
În urma atacului asupra lui MI6, un mesaj critic pune în mișcare evenimente care îl vor plasa pe James Bond față în față cu organizația sinistră cunoscută sub numele de "SPECTRE". După cum Gareth Mallory, noul M, continuă să lupte împotriva presiunilor politice care amenință viitorul MI6, Bond urmărește un traseu din Mexic în Austria și Maroc, În acest timp ce el este atras într-o confruntare cu un inamic din trecutul său; unul care deține un secret periculos care îl va forța să pună la îndoială valoarea tuturor lucrurilor pentru care a luptat să le protejeze.

### No Time to Die(2021)
La cinci ani de la întemnițarea lui Blofeld, Bond s-a retras și trăiește în Jamaica, moment în care este abordat de către CIA prin Felix Leiter și colegul acestuia din Departamentul de Stat, Logan Ash pentru a-i ajuta în capturarea unui savant răpit, Valdo Obruchev, care lucra pentru MI6. Bond acceptă într-un final și se deplasează în Cuba, unde se infiltrează la o petrecere a celor din Spectre. Obruchev zădărnicește planurile lui Blofeld de a-l ucide pe Bond și utilizând secvențele genetice oferite de noul său angajator îi omoară pe toți membri Spectre. Bond îl predă pe Obruchev lui Leiter, moment în care Ash îi trădează și îl ajută pe Obrucev să scape iar pe durata confruntării îl omoară pe Leiter. Bond se întoarce la MI6 și îl confruntă pe M referitor la virusul cunoscut ca „Hercule”, o suită de nanoboți care pot fi programați să atace oameni cu o anumită secvență genetică. Apoi îl vizitează pe Blofeld în închisoare și o reîntâlnește pe Madeleine Swann. Swann decide să plece chiar înainte ca Blofeld să ajungă. În urma altercației dintre Bond și Blofeld, ultimul moare la scurt timp. Se va descoperi că Bond a fost infectat cu „Hercule” și că virusul a fost programat să-l omoare pe Blofeld când Swann îl atinge. Bond dă de urma lui Swann și descoperă că aceasta are o fiică, Mathilde. Swann neagă că ar fi fiica lui Bond. Swann îi povestește lui Bond despre Lyutsifer Safin, omur care îl controlează pe „Hercule”. Safin le capturează pe Madeleine și Mathilde și le duce pe insula unde are fabrica de „Hercule”. Bond este reactivat în rândurile MI6 și conduce o operațiune de salvare a ostaticilor și de distrugere a fabricii. Pe durata operațiunii, Valdo Obruchev și Safin sunt omorâți, însă Safin îl infectează pe Bond cu „Hercule” care este programat să le ucidă pe Madeleine și Mathilde. Bond ia decizia să nu părăsească insula datorită infectării cu virusul și este omorât când rachetele distrug fabrica.